# Obiekt (programowanie obiektowe)
Obiekt – podstawowe pojęcie wchodzące w skład paradygmatu programowania obiektowego w analizie i projektowaniu oprogramowania oraz w programowaniu.

## Charakterystyka
Jest to struktura zawierająca:
- dane
- metody, czyli funkcje służące do wykonywania na tych danych określonych zadań.

Z reguły obiekty (a właściwie klasy, do których te obiekty należą) są konstruowane tak, aby dane przez nie przenoszone były dostępne wyłącznie przez odpowiednie metody, co zabezpiecza je przed niechcianymi modyfikacjami. Takie zamknięcie danych nazywa się enkapsulacją.
W istocie obiekty są rozwinięciem koncepcji programowania z kontrolą typów zmiennych. W programowaniu obiektowym obiekty tworzone są dynamicznie jako podstawowy element konstrukcji programu. Podobnie jak dla typu liczb naturalnych czy typu zmiennych znakowych, dla których zdefiniowane są pewne operacje jak np. dodawanie czy konkatenacja, a nie są zdefiniowane inne, jak np. operacje logiczne, tak dla obiektów programista decyduje o wykonalności pewnych operacji oraz definiuje ich funkcyjną postać. Użycie obiektów polega na ich zainicjalizowaniu (np. na nadaniu zmiennej całkowitej pewnej wartości np. 7) oraz na wykonywaniu na nich operacji zgodnie z definicją typu – obiektu.
Każdy obiekt ma trzy cechy:
- tożsamość, czyli cechę umożliwiającą jego identyfikację i odróżnienie od innych obiektów;
- stan, czyli aktualny stan danych składowych;
- zachowanie (ang. behaviour), czyli zestaw metod wykonujących operacje na tych danych.